# 2900 Luboš Perek
2900 Luboš Perek este un asteroid din centura principală, descoperit pe 14 ianuarie 1972, de Luboš Kohoutek.